# Dioclea bicolor
Dioclea bicolor är en ärtväxtart som beskrevs av George Bentham. Dioclea bicolor ingår i släktet Dioclea och familjen ärtväxter. Inga underarter finns listade i Catalogue of Life.